# Желановка (Крым)
Жела́новка  (до 1948 года Аппа́к; укр. Желанівка, крымскотат. Appaq, Аппакъ) — исчезнувшее село в Кировском районе Республики Крым, располагавшееся на северо-востоке района, в степной части Крыма, примерно в 1,5 км к северо-западу от современного села Васильковое.

## История
Первое документальное упоминание села встречается в Камеральном Описании Крыма… 1784 года, судя по которому, в последний период Крымского ханства Аппак входил в Колечский кадылык Кефинского каймаканства. После присоединения Крыма к России (8) 19 апреля 1783 года, (8) 19 февраля 1784 года, именным указом Екатерины II сенату, на территории бывшего Крымского Ханства была образована Таврическая область и деревня была приписана к Левкопольскому, а после ликвидации в 1787 году Левкопольского — к Феодосийскому уезду Таврической области. После Павловских реформ, с 1796 по 1802 год, входила в Акмечетский уезд Новороссийской губернии. По новому административному делению, после создания 8 (20) октября 1802 года Таврической губернии, Аппак был включён в состав Парпачской волости Феодосийского уезда.
По Ведомости о числе селений, названиях оных, в них дворов… состоящих в Феодосийском уезде от 14 октября 1805 года, в деревне Аппак числилось 11 дворов и 103 жителя. На военно-топографической карте генерал-майора Мухина 1817 года деревня Апак обозначена также с 11 дворами. После реформы волостного деления 1829 года Аппак, согласно «Ведомости о казённых волостях Таврической губернии 1829 года», передали в состав Учкуйской волости. На карте 1836 года в деревне 23 двора, как и на карте 1842 года.
В 1860-х годах, после земской реформы Александра II, деревню приписали к Арма-Элинской волости. Согласно «Списку населённых мест Таврической губернии по сведениям 1864 года», составленному по результатам VIII ревизии 1864 года, Аппак — владельческая татарская деревня с 12 дворами, 72 жителями, мечетью и почтовой станцией при колодцах. По обследованиям профессора А. Н. Козловского начала 1860-х годов, в селении «имелось достаточное количество пресной воды» из колодцев глубиною не более 1,5 сажени (менее 3 м). На трёхверстовой карте Шуберта 1865—1876 года в деревне Аппак обозначено 12 дворов.
По «Памятной книге Таврической губернии 1889 года», по результатам Х ревизии 1887 года, в деревне Аппак, уже Владиславской волости, числилось 29 дворов и 146 жителей. По «…Памятной книжке Таврической губернии на 1892 год» в деревне Аппак, входившей в Унгутское сельское общество, числилось 10 жителей в 3 домохозяйствах, а в не входившем в сельское общество Аппаке — 83 безземельных. По «…Памятной книжке Таврической губернии на 1902 год» в деревне Аппак числилось 124 жителя в 28 домохозяйствах. По Статистическому справочнику Таврической губернии. Ч.II-я. Статистический очерк, выпуск пятый Феодосийский уезд, 1915 год, в селе Аппак Владиславской волости Феодосийского уезда числилось 16 дворов (3 двора с землёй, 13 — безземельные) с татарским населением в количестве 15 человек приписных жителей и 30 — «посторонних», из которых 21 мужчина и 24 женщины. Жители владели 649 десятинами удобной земли. В хозяйствах имелось 53 лошади, 70 волов, 35 коров и 340 голов овец, свиней, или коз.
После установления в Крыму Советской власти, по постановлению Крымревкома от 8 января 1921 года была упразднена волостная система и село вошло в состав вновь созданного Владиславовского района Феодосийского уезда, а в 1922 году уезды получили название округов. 11 октября 1923 года, согласно постановлению ВЦИК, в административное деление Крымской АССР были внесены изменения, в результате которых округа ликвидировались и Владиславовский район стал самостоятельной административной единицей. Декретом ВЦИК от 4 сентября 1924 года «Об упразднении некоторых районов Автономной Крымской С. С. Р.» Владиславовский район в октябре 1924 года был преобразован в Феодосийский и село включили в его состав. Согласно Списку населённых пунктов Крымской АССР по Всесоюзной переписи 17 декабря 1926 года, в селе Аппак, центре упразднённого к 1940 году, Аппакского сельсовета Феодосийского района, числилось 38 дворов, все крестьянские, население составляло 171 человек, из них 170 татар и 1 украинец, действовала татарская школа I ступени (пятилетка). Постановлением ВЦИК «О реорганизации сети районов Крымской АССР» от 30 октября 1930 года из Феодосийского района был выделен (воссоздан) Старо-Крымский район (по другим сведениям 15 сентября 1931 года) и село включили в его состав, а, с образованием в 1935 году Кировского — в состав нового района. На 1935 год в селе действовал татарский колхоз «Беднота». По данным всесоюзная перепись населения 1939 года в селе проживало 345 человек.
В 1944 году, после освобождения Крыма от фашистов, согласно постановлению ГКО № 5859 от 11 мая 1944 года, 18 мая крымские татары были депортированы в Среднюю Азию. 12 августа 1944 года было принято постановление № ГОКО-6372с «О переселении колхозников в районы Крыма» и в сентябре того же года в село приехали первые переселенцы, 428 семей, из Тамбовской области, а в начале 1950-х годов последовала вторая волна переселенцев. С 1954 года местами наиболее массового набора населения стали различные области Украины. С 25 июня 1946 года Аппак в составе Крымской области РСФСР. Указом Президиума Верховного Совета РСФСР от 18 мая 1948 года, Аппак переименовали в Желановку. 26 апреля 1954 года Крымская область была передана из состава РСФСР в состав УССР. Время включения в Кировский поссовет пока не установлено: на 15 июня 1960 года село уже числилось в его составе. Ликвидирована к 1968 году (согласно справочнику «Крымская область. Административно-территориальное деление на 1 января 1968 года» — в период с 1954 по 1968 год, как село Кировского поссовета).

### Динамика численности населения
| - 1805 год — 103 чел. - 1864 год — 72 чел. - 1889 год — 146 чел. - 1892 год — 93 чел. | - 1902 год — 124 чел. - 1915 год — 15/30 чел. - 1926 год — 171 чел. - 1939 год — 345 чел. |